# Anthony Mikovsky
Anthony Mikovsky (6 gennaio 1966) è un arcivescovo vetero-cattolico statunitense della Chiesa cattolica nazionale polacca, con sede di esercizio del ministero primaziale a Scranton.

## Biografia
Anthony Mikovsky (nato il 6 gennaio 1966) è un vescovo cattolico nazionale polacco americano. È arcivescovo Primate della Chiesa cattolica nazionale polacca, essendo stato eletto dal Sinodo Generale della chiesa nell'ottobre 2010. Si è insediato il 21 novembre 2010 nella Cattedrale di San Stanislao a South Scranton. Mikovsky è stato in precedenza il vescovo ordinario della diocesi centrale della Chiesa cattolica nazionale polacca.

## Carriera ecclesiastica
Mikovsky è stato ordinato sacerdote nel 1997. Ha trascorso i suoi primi 13 anni di sacerdozio come cappellano assistente e in seguito come vescovo ordinario della diocesi centrale della Chiesa cattolica nazionale polacca a Scranton, dal 2005 al 2011.

## Dichiarazione di Scranton
Nell'aprile 2008 Mikovsky è stato uno degli otto vescovi firmatari della Dichiarazione di Scranton. Con questo documento, i vescovi della Chiesa cattolica nazionale polacca hanno espresso il loro rifiuto di alcune dichiarazioni dogmatiche della Chiesa cattolica romana, così come la benedizione delle unioni omosessuali e l'ordinazione delle donne al sacerdozio. La Dichiarazione di Scranton è un'espansione dei principi enunciati nella Dichiarazione di Utrecht, aggiungendo espressioni di fede teologicamente conservatrici riguardo ai sacramenti del matrimonio e degli ordini sacri.

## Genealogia episcopale
La genealogia episcopale è:
- Cardinale Scipione Rebiba
- Cardinale Giulio Antonio Santori
- Cardinale Girolamo Bernerio, O.P.
- Arcivescovo Galeazzo Sanvitale
- Cardinale Ludovico Ludovisi
- Cardinale Luigi Caetani
- Vescovo Giovanni Battista Scanaroli
- Cardinale Antonio Barberini iuniore
- Arcivescovo Charles-Maurice le Tellier
- Vescovo Jacques Bénigne Bossuet
- Vescovo Jacques de Goyon de Matignon
- Vescovo Dominique Marie Varlet
- Arcivescovo Petrus Johannes Meindaerts
- Vescovo Johannes van Stiphout
- Arcivescovo Walter van Nieuwenhuisen
- Vescovo Adrian Jan Broekman
- Arcivescovo Jan van Rhijn
- Vescovo Gisbert van Jong
- Arcivescovo Willibrord van Os
- Vescovo Jan Bon
- Arcivescovo Johannes van Santen
- Arcivescovo Hermann Heykamp
- Vescovo Casparus Johannes van Rinkel
- Arcivescovo Gerardus Gul
- Vescovo Franciszek Hodur
- Vescovo Leon Grochowski
- Vescovo Francis Rowinski
- Arcivescovo Jan Swantek
- Arcivescovo Robert Nemkovich
- Arcivescovo Anthony Mikovsky